# Bell P-39 Airacobra
P-39 Airacobra của Bell là một trong những máy bay tiêm kích chủ lực của Hoa Kỳ vào đầu Thế Chiến II. Mặc dù kiểu động cơ đặt giữa là một sáng tạo, thiết kế của chiếc P-39 bị bất lợi do không có được một bộ siêu tăng áp hiệu quả, giới hạn nó trong những hoạt động ở độ cao thấp, mặc dù nó được sử dụng rất thành công trong Không quân Xô viết. Cùng chung với biến thể P-63 Kingcobra, nó là kiểu máy bay cánh cố định sản xuất hàng loạt thành công nhất của hãng Bell.

## Thiết kế và phát triển
Năm 1937, Không lực Lục quân Hoa Kỳ công bố tiêu chuẩn kỹ thuật của một kiểu máy bay tiêm kích mới có thể sản xuất nhanh chóng. Các thiết kế cạnh tranh khác bao gồm Curtiss P-40, phát triển từ một thiết kế trước đó, và Lockheed P-38, một thiết kế phức tạp 2-thân 2-động cơ. Mặc dù khả năng giới hạn của Bell trong việc thiết kế máy bay tiêm kích đã đưa đến kết quả của chiếc Bell YFM-1 Airacuda bất thường trước đây, Kiểu 12 mới đề nghị một cấu hình tương tự với động cơ V12 Allison đặt giữa thân ngay sau buồng lái, và cánh quạt được quay bằng trục truyền động bên dưới ghế ngồi giữa 2 chân của phi công.
Mục đích của cấu hình này là dọn chỗ cho một trang bị vũ khí nặng, khẩu pháo tự động Oldsmobile T9 37 mm bắn qua trục cánh quạt, nhằm tạo độ chính xác tối ưu và ổn định khi bắn. Trong thực tế, thiết kế được thực hiện để khẩu pháo thích hợp cho máy bay. Điều này xảy ra vì người lãnh đạo kế hoạch là Robert Woods bị ấn tượng về sức mạnh của loại vũ khí này nên đã thúc ép H. M. Poyer, nhà thiết kế, chế tạo một chiếc máy bay cho khẩu pháo này, cho dù ý tưởng ban đầu chỉ là khẩu pháo 20–25 mm gắn ở mũi theo cách thông thường. Đây là điểm khá khác thường, vì máy bay thường được thiết kế xoay quanh động cơ chứ không phải hệ thống vũ khí. Cho dù có tác dụng hủy diệt thực sự trong hoạt động, khẩu T9 bị giới hạn lượng đạn mang được, tốc độ bắn chậm, và có xu hướng dễ bị kẹt đạn khi bắn. Lưu trữ ngày 17 tháng 1 năm 2008 tại Wayback Machine
Lợi điểm thứ hai của kiểu động cơ đặt giữa là cho một kiểu dáng mũi máy bay thon suôn. Sự phân phối trọng lượng máy bay khác biệt đưa đến việc áp dụng kiểu càng đáp 3 bánh lần đầu tiên trên một chiếc máy bay tiêm kích Mỹ. Lối vào buồng lái là qua một cánh cửa (lắp trên cả hai bên buồng lái) chứ không phải nóc kính lùa. Vị trí bất thường của động cơ và trục truyền động đã gây một số lo ngại cho phi công, nhưng kinh nghiệm dần cho thấy nó không nguy hiểm hơn trong hạ cánh khẩn cấp so với kiểu động cơ đặt trước, cũng như không có vấn đề gì đối với trục động cơ.

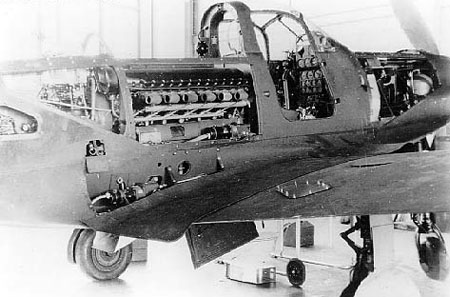
Bell P-39 Airacobra: chi tiết phần thân giữa khi nắp bảo trì mở lên.

Thiết kế ban đầu của chiếc nguyên mẫu XP-39 có bộ turbo tăng áp động cơ và khe hút gió dưới bụng (một tính năng chia sẻ cùng nguyên mẫu của chiếc P-40); nhưng cả hai bị bỏ đi khi đưa vào sản xuất.
XP-39 bay chuyến bay đầu tiên ngày 6 tháng 4 năm 1939 tại căn cứ không quân Wright-Patterson, Ohio, đạt tốc độ 630 km/h ở độ cao 6.100 m (390 mph ở 20.000 ft), và đạt đến độ cao này chỉ trong vòng 5 phút. Lục quân Mỹ đặt mua 12 chiếc YP-39 để thử nghiệm thực tế và một chiếc kiểu YP-39A không trang bị bộ tăng áp. Sau khi hoàn tất các thử nghiệm, đưa đến thay đổi các chi tiết bao gồm loại bỏ bộ tản nhiệt gắn ngoài, và theo gợi ý của Ủy ban Tư vấn Hàng không Quốc gia (NACA), chiếc nguyên mẫu được cải biến thành XP-39B; sau khi cải thiện được tính năng bay, 13 chiếc YP-39 được hoàn thành theo tiêu chuẩn này, thêm 2 súng máy 7,62 mm (0,30 in.) bổ sung cho 2 khẩu 0,50 in. Không có vỏ giáp và thùng nhiên liệu tự hàn kín, chiếc nguyên mẫu nhẹ hơn 900 kg so với chiếc được sản xuất hàng loạt.
Sau khi hoàn tất thử nghiệm hoạt động thực tế, và đặt tên ban đầu là P-45, đơn đặt hàng đầu tiên 80 chiếc được đặt ngày 10 tháng 8 năm 1939; tên gọi được quay ngược lại P-39 trước khi giao đợt hàng đầu tiên.

### Chi tiết kỹ thuật
P-39 là một máy bay một động cơ, cánh gắn thấp toàn kim loại; nó có bộ càng đáp 3 bánh, thân suôn thẳng và thiết kế có hiệu quả khí động học rất cao.
Airacobra được hình thành trong ý nghĩ áp dụng khẩu pháo T9. Vũ khí này bắn ra đầu đạn nặng 39,5 g có khả năng bắn thủng vỏ giáp dày đến 2 cm (0,78 in) ở khoảng cách 450 m khi dùng đạn xuyên phá. Toàn bộ vũ khí trang bị ban đầu bao gồm pháo T9 và một cặp súng máy Browning M2 12,7 mm (0,50 in) gắn trên mũi. Sau này cải tiến thành 2 súng máy 0,50 in và 2 súng máy 0,30 in trên thiết kế XP-39B (P-39C, Kiểu 13, 20 chiếc đầu tiên được giao); rồi đến 2 súng máy 0,50 in trên mũi và 4 súng máy 0,30. in trên cánh ở P-39D Kiểu 15, cũng được trang bị thùng nhiên liệu tự hàn kín hoặc bom 227 kg (500 lb). Động cơ được đặt sau buồng lái, và một đường hầm truyền động dài dọc theo thân bên dưới buồng lái, nối vào bộ cánh quạt 3 cánh. Bộ tản nhiệt được đặt trong thân.
Tháng 9 năm 1940, Anh đặt mua 386 chiếc P-39D (Kiểu 14) trong tổng số 675 chiếc, khác biệt là pháo 37 mm được thay bằng pháo Hispano 20 mm và thay 6 súng máy 0,30 in bằng cỡ 0,303 in (7,7 mm). Nó được trang bị cho Phi đội 601 vào tháng 9 năm 1941, và lập tức thấy rằng nó không đạt được tốc độ lên cao và tính năng bay ở tầm cao kém. Chỉ có 80 chiếc gia nhập phục vụ Không quân Hoàng gia Anh (Phi đội 601), trên 250 chiếc được chuyển cho Không quân Xô Viết, khoảng 200 chiếc giao lại cho Không lực Lục quân Mỹ sau Trận chiến Trân Châu Cảng, và khoảng 200 chiếc được giao cho Không Lực 8 vào năm 1942 (Không lực đặt tên chúng là P-400).
Do cách bố trí bất thường, không có chỗ bên trong thân để đặt thùng nhiên liệu, số nhiên liệu tiêu chuẩn được chứa trong cánh. Mặc dù được trang bị thùng nhiên liệu phụ vứt được để tăng tầm bay, chiếc P-39 vẫn bị giới hạn trong các phi vụ chiến thuật tầm ngắn. Cấu trúc của máy bay khá nặng, cộng thêm 120 kg vỏ giáp bọc bảo vệ. Trọng lượng nặng của chiếc P-39 kèm theo tính năng kém của kiểu động cơ Allison làm giới hạn khả năng bay trên tầm cao, kém hơn một cách đáng kể so với các máy bay tiêm kích Châu Âu đương thời, nên những đơn vị Không lực đầu tiên hoạt động tại Mặt trận Tây Âu lại được trang bị Spitfire V. Dù sao, tốc độ lộn vòng của chiếc P-39D đạt được đến 75° mỗi giây ở vận tốc 376 km/h (235 mph), tốt hơn A6M2, F4F, F6F hay P-38 ở vận tốc 424 km/h (265 mph).
Ở mức ga tối đa của động cơ V-1710 và độ cao khoảng 5.000 m (17.000 ft), tính năng bay của chiếc P-39 bắt đầu suy giảm nhanh chóng. Điều này làm giới hạn tính hữu ích của nó trong các phi vụ tiêm kích truyền thống tại châu Âu cũng như Thái Bình Dương, nơi mà những máy bay ném bom Nhật Bản thường tấn công ở độ cao bên trên trần bay của chiếc P-39 (càng thấp hơn do không khí nóng vùng nhiệt đới sẽ nhẹ hơn những nơi có khí hậu ôn đới).
Việc phân bố trọng lượng của chiếc P-39 có thể là nguyên nhân của xu hướng rơi vào vòng xoáy bổ nhào nguy hiểm; một đặc tính mà các phi công thử nghiệm Xô viết có khả năng thao diễn mà những nhà sản xuất Mỹ hoài nghi đã không thể lặp lại hiệu ứng đó. Sau những thử nghiệm sâu rộng, kết luận đưa ra là việc lộn nhào đó chỉ xảy ra khi chất tải không cân bằng, khi không có đạn ở ngăn trước. Quy trình bay sau này đặc biệt chú thích cần chất một tải trọng tương xứng như vỏ đạn không vào ngăn trước để tạo sự cân bằng trọng lượng thích hợp. Điều khiển bay ở tốc độ cao tương đối nhẹ, việc lượn vòng và lấy lại thăng bằng ở tốc độ cao có thể thực hiện cho dù P-39 phải được giữ khi bổ nhào vì nó có xu hướng khựng lại, làm ta liên tưởng đến chiếc Spitfire. Tốc độ bổ nhào tối đa của chiếc P-39 đạt đến một con số rất đáng ngưỡng mộ 845 km/h (525 mph).
Kiểu động cơ gắn sau làm cho chiếc máy bay này tỏ ra phù hợp trong vai trò tấn công mặt đất, vì hỏa lực được bắn trực tiếp phía trước không thông qua động cơ hay bộ tản nhiệt. Tuy nhiên, việc sắp xếp này làm cho chiếc máy bay trở nên mong manh khi bị tấn công từ bên trên hay bên dưới, và gần như việc bắn trúng sẽ làm hỏng bộ tản nhiệt, đưa đến hỏng động cơ và loại bỏ máy bay. Kèm theo với tính năng bay kém ở tầm cao, Airacobra tỏ ra khá mong manh đối với máy bay tiêm kích đối phương hoạt động tốt ở tầm cao.
Một phiên bản dành cho Hải quân trang bị móc đuôi, kiểu XFL-1 Airabonita, được thiết kế như là kiểu cạnh tranh với chiếc F4U Corsair và XF5F Skyrocket. Nó bay lần đầu ngày 13 tháng 5 năm 1940, nhưng do việc phát triển và thử nghiệm bị kéo dài và đầy trục trặc, kiểu mẫu này bị loại bỏ. Việc thử nghiệm kiểu cánh mỏng (laminar flow) trên chiếc máy bay thử nghiệm XP-39E và động cơ Continental IV-1430 (kiểu P-76) đã không thành công. Kiểu cấu hình động cơ đặt giữa, súng gắn trước sau này được tiếp tục phát triển trên chiếc Bell P-63 Kingcobra.
Cho đến lúc xảy ra Trận chiến Trân Châu Cảng, có gần 600 chiếc Airacobra đã được chế tạo.
Khi việc sản xuất P-39 kết thúc vào tháng 8 năm 1944, Bell đã chế tạo tổng cộng 9.558 chiếc Airacobra, trong đó 4.773 chiếc (đa số là phiên bản -39N và -39Q) được gửi sang Liên Xô trong phạm vi Chương trình Cho thuê-Cho mượn. Có rất nhiều biến thể nhỏ về động cơ, cánh quạt và vũ khí nhưng không có thay đổi lớn nào về cấu trúc khung máy bay, ngoại trừ một ít chiếc TP-39F và RP-39Q phiên bản huấn luyện hai chỗ ngồi. Thêm vào đó, có bảy chiếc được chuyển cho Hải quân Hoa Kỳ làm nhiệm vụ giả lập mục tiêu điều khiển bằng radio.

## Lịch sử hoạt động
Airacobra tham gia chiến đấu trên khắp thế giới, đặc biệt là tại Tây Nam Thái Bình Dương, Địa Trung Hải và Đông Âu. Vì động cơ không được trang bị tăng áp, P-39 bay tốt nhất ở độ cao dưới 5.200 m (17.000 ft). Nó hay được dùng ở cao độ thấp trong vai trò tấn công mặt đất, và phi công Xô Viết thường ngưỡng mộ chiếc P-39 trang bị pháo này vì khả năng tấn công mặt đất của nó. 

### Anh Quốc

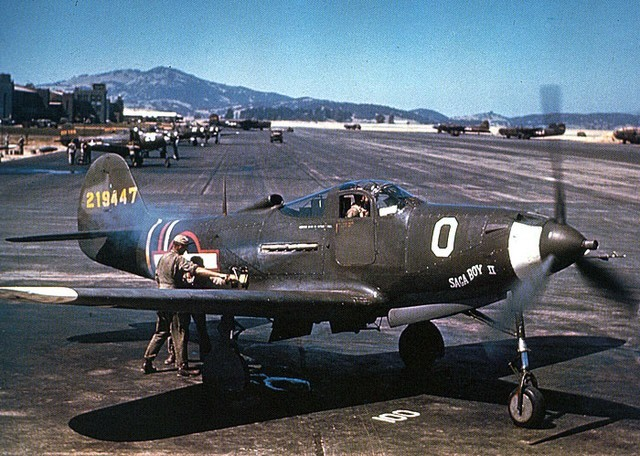
P-39N-1 "Saga Boy II" (42-19447)

Năm 1940, Ủy ban Mua sắm Trực tiếp Anh Quốc tại Mỹ đang tìm mua một kiểu máy bay tiêm kích; họ đặt mua 675 chiếc thuộc phiên bản xuất khẩu của chiếc Bell Kiểu 14 dưới tên gọi "Caribou" do những thế mạnh trong cuộc trình diễn của công ty vào ngày 13 tháng 4 năm 1940. Tính năng bay khá tốt của chiếc nguyên mẫu Bell P-39 cũng như 13 chiếc chế tạo để thử nghiệm, đạt được tốc độ 630 km/h (390 mph) ở tầm cao, là nhờ được trang bị bộ siêu tăng áp. Trang bị vũ khí cho Anh bao gồm 2 súng máy 0,50 in gắn trên thân và 4 súng máy 0,30 in gắn trên cánh, pháo 37 mm được thay bằng một khẩu 20 mm Hispano Suiza.
Những kiểu xuất khẩu sang Anh được đặt tên lại là "Airacobra" vào năm 1941. Thêm 150 chiếc được đặt hàng trong Chương trình Cho thuê-Cho mượn vào năm 1941 nhưng không được giao hàng. Không quân Hoàng gia Anh (RAF) nhận được máy bay vào giữa năm 1941, và họ phát hiện ra kiểu máy bay sản xuất không được trang bị bộ turbo tăng áp có tính năng bay khác biệt khá nhiều so với sự mong mỏi của họ. Ở vài đặc tính, Airacobra kém hơn những máy bay sẵn có như Hawker Hurricane và Supermarine Spitfire cũng như tính năng bay ở tầm cao giảm khá nhiều. Ở mặt khác, nó được xem có hiệu quả ở cao độ thấp và trong vai trò tấn công mặt đất. Những sự cố với vũ khí, hệ thống thoát khí và la bàn được giải quyết hoàn toàn.
Phi Đội 601 (thành phố London) là đơn vị Không lực Hoàng gia duy nhất sử dụng Airacobra, nhận được 2 chiếc mẫu đầu tiên ngày 6 tháng 8 năm 1941. Ngày 9 tháng 10, 4 chiếc Airacobra tấn công những vị trí đối phương tại Dunkirk, là những hoạt động chiến đấu duy nhất của chiếc này trong Không lực Hoàng gia. Phi đội tiếp tục huấn luyện với chiếc Airacobra trong suốt mùa Đông, nhưng đến tháng 3 năm 1942, họ được trang bị lại với Spitfire.
Những chiếc Airacobra đã có mặt tại Anh, cũng như phần còn lại của đợt đầu tiên sản xuất tại Mỹ, sau đó được gửi cho Không quân Xô Viết.

### Hoa Kỳ
Mỹ trưng dụng 200 chiếc của phần đặt hàng tiếp sau dưới tên gọi P-400, tên này có nguồn gốc quảng cáo rằng nó đạt được tốc độ tối đa 600 km/h (400 mph). Sau Trận chiến Trân Châu Cảng, P-400 được bố trí cho các đơn vị huấn luyện, nhưng có một số tham gia chiến đấu tại Tây Nam Thái Bình Dương bao gồm Không lực Cactus trong trận Guadalcanal. Súng tận dụng từ những chiếc P-39 đôi khi được gắn trên những tàu PT Hải quân để tăng cường hỏa lực.
Từ tháng 9 đến tháng 11 năm 1942 phi công thuộc Phi đội Tiêm kích 57 bay những chiếc P-39 và P-38, cất cánh từ những sân bay tạo thành bằng cách san lấp đất xuống vịnh Kuluk trên đảo Adak khô cằn trong quần đảo Aleut thuộc Alaska. Họ tấn công lực lượng Nhật Bản đã xâm chiếm các đảo Attu và Kiska thuộc quần đảo Aleut vào tháng 6 năm 1942. Kẻ thù số một gây tổn thất nhân mạng nhiều nhất lại không phải là quân Nhật mà là thời tiết. Mây thấp, sương mù, mưa, tuyết, gió mạnh làm cho việc lái máy bay rất nguy hiểm. Phi Đội 57 ở lại Alaska cho đến tháng 11 năm 1942 rồi được rút về lục địa Mỹ.

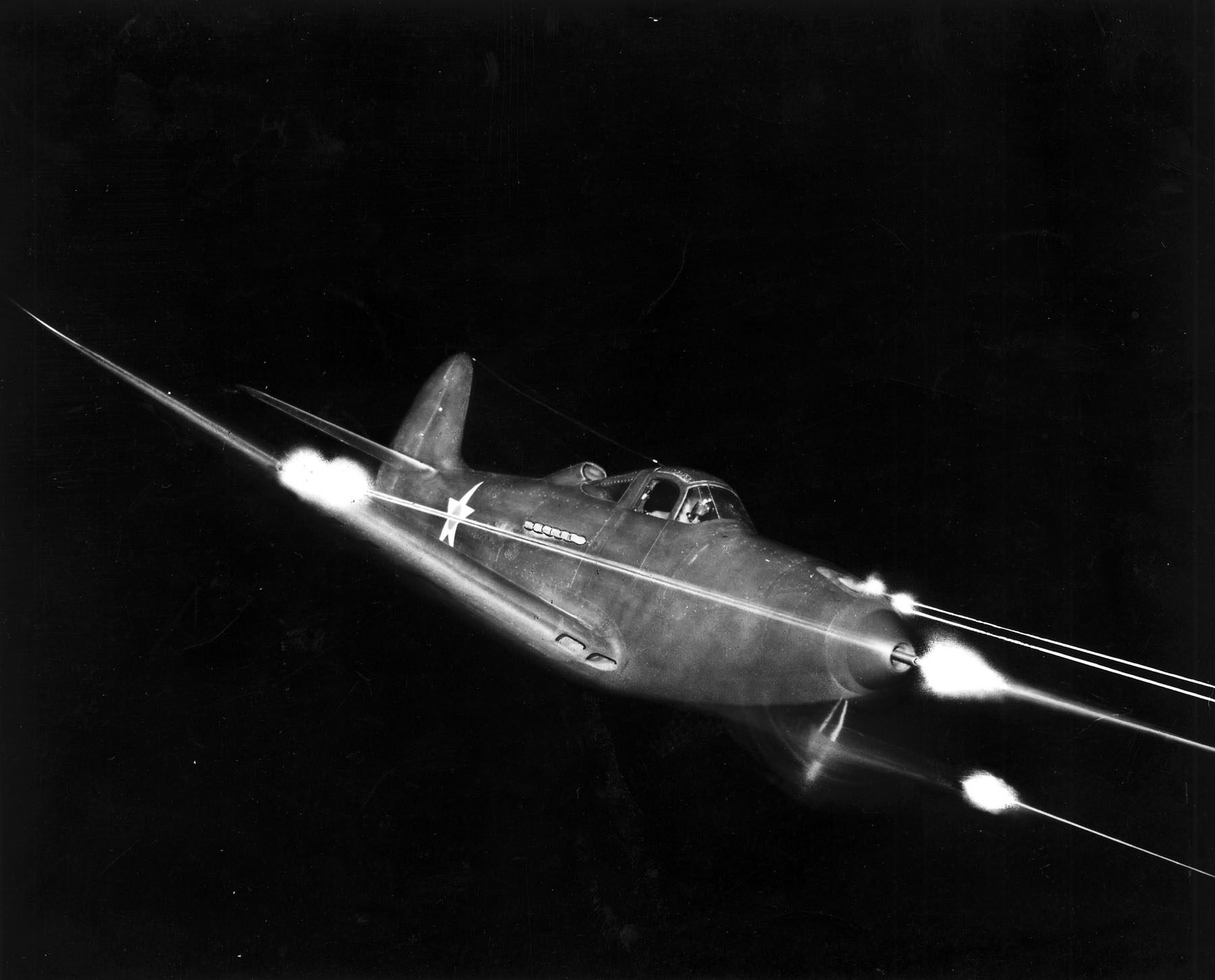
Bell P-39 Airacobra đang bay, khai hỏa tất cả vũ khí vào ban đêm

### Liên Xô
Việc sử dụng P-39 thành công nhất trong chiến tranh thuộc về các phi công của Không quân Xô Viết (VVS). Hoàn cảnh chiến thuật của Mặt trận Xô-Đức không đòi hỏi hoạt động trên cao độ cực cao mà Không quân Hoàng gia và Không lực Hoa Kỳ phải thực hiện với các máy bay ném bom lớn của họ. Điểm yếu cố hữu của P-39 là thiếu một bộ tăng áp, nhưng với những hoạt động ở độ cao tương đối thấp của mặt trận phía Đông, đó không phải là khuyết điểm lớn. Tính chất lượn vòng thấp và tốc độ chậm trong đa số các cuộc không chiến phù hợp với đặc tính của chiếc P-39: kết cấu vững chắc, thiết bị liên lạc tin cậy và hỏa lực đủ mạnh. Phi công Xô Viết thường tháo bỏ các khẩu súng máy trên cánh và chỉ dựa vào hỏa lực của khẩu pháo và súng máy gắn trên mũi. "Ách" ghi được chiến công nhiều thứ hai trong tất cả các nước Đồng Minh, Aleksandr Pokryshkin, lái chiếc P-39 từ cuối năm 1942 cho đến hết chiến tranh; thành tích không chính thức của anh trên chiếc Airacobra là gần 60 máy bay Đức. Đồng đội của anh, Grigori Rechkalov, ghi 57 chiến công với chiếc P-39. Đây là chiến công cao nhất ghi được trên một kiểu máy bay của Mỹ. P-39 được phi công Xô Viết ưa thích, họ đặt tên lóng cho chiếc Airacobra là Kobrusha, "Cobra bé nhỏ yêu quý".

### Australia
Đầu năm 1942, Không quân Hoàng gia Australia (RAAF), sau khi bị quân Nhật không kích vào các thành phố phía Bắc, nhận ra rằng họ không kịp trang bị những máy bay tiêm kích do Anh chế tạo, và không đủ số lượng máy bay P-40. Các phi đội thuộc Không Lực 5 Hoa Kỳ đóng tại Australia lúc đó đã nhận được những chiếc P-39D-1 hoàn toàn mới. Đến tháng 7 năm 1942, những chiếc P-39D cũ, bị hư hại trong chiến đấu và được tân trang lại tại các xưởng Australia được Không quân Hoàng gia Australia sử dụng như là giải pháp tạm thời.
Bảy chiếc P-39D được gửi đến Phi Đội 23 Hoàng gia tại Lowood, Queensland. Sau đó, bảy chiếc P-39F cũng được Phi Đội 24 Hoàng gia đưa ra hoạt động tại Townsville. Trong hoàn cảnh thiếu tiếp liệu cần thiết cho P-39, các phi đội này cũng sử dụng những chiếc máy bay huấn luyện Wirraway được vũ trang. Tuy nhiên, cả hai phi đội đều không được trang bị đầy đủ máy bay Airacobra, hay có dịp đưa ra chiến đấu. Vai trò phòng không ngoài tiền tuyến được giao cho các phi đội P-40, và sau đó bởi Spitfire. Kế hoạch trang bị thêm P-39 cho hai phi đội nữa cũng bị bãi bỏ. Các phi đội 23 và 24 chuyển sang sử dụng Vultee Vengeance vào năm 1943.

### Pháp
Năm 1940, Pháp đặt mua từ hãng Bell nhiều chiếc P-39, nhưng do sự kiện ngừng bắn với Đức chúng không được giao hàng. Tuy nhiên, những chiếc P-39N được giao cho các đơn vị Pháp Tự Do tại Bắc Phi năm 1943. Hai phi đội tiêm kích, GC 3/6 Roussillon và GC 1/5 Champagne, sử dụng chúng trong chiến đấu. Sau đó, một lô máy bay P-39Q cũng được giao hàng, nhưng vì Airacobra không thân thuộc với các phi công Pháp, chúng được thay thế bởi P-47 tại các đơn vị tiền phương vào cuối năm 1944.

### Italia
Tháng 6 năm 1944, Liên đội 223 thuộc Không lực Italia Co-Belligerent (ICAF) nhận được khoảng 150 chiếc P-39, hầu như đều là phiên bản N và Q, nhưng có ít nhất một chiếc L và năm chiếc M. Việc huấn luyện được thực hiện trên những chiếc P-39N (những chiếc phiên bản N đã có hơn 200 giờ bay) trong khi những chiếc Q hiện đại hơn được sử dụng tại tiền tuyến. Ba trong số bốn phi đội được huấn luyện tại một sân bay nhỏ và được duy tu kém gần Vesuvio, sau đó được gửi đến sân bay Galatina vào mùa thu năm 1944. Có ít nhất 19 tai nạn đã xảy ra trong huấn luyện; và trong số các nạn nhân là Teresio Martinoli, một phi công "Ách" với 22 chiến công, thiệt mạng ngày 25 tháng 8 năm 1944 trong một máy bay Đồng Minh sau bốn năm chiến đấu.
Có khoảng 70 máy bay được đưa ra hoạt động, và vào ngày 18 tháng 9 năm 1944, 12 chiếc P-39 thực hiện phi vụ đầu tiên tại Albania. Tập trung vào vai trò tấn công mặt đất và tích lũy hơn 3.000 giờ bay chiến đấu, bị mất 10 máy bay do hỏa lực phòng không Đức, những chiếc P-39 Italia tỏ ra phù hợp cho nhiệm vụ này.

### Bồ Đào Nha
Giữa tháng 12 năm 1942 và tháng 2 năm 1943, Không lực Lục quân Bồ Đào Nha (Aeronáutica Militar) chiếm được những chiếc máy bay vốn do các không đoàn 81 và 350 được bố trí sang Bắc Phi trong Chiến dịch Torch. Vì nhiều vấn đề xảy trên đường đi, một số máy bay bị buộc phải hạ cánh xuống Bồ Đào Nha và Tây Ban Nha. 19 máy bay tiêm kích hạ cánh xuống Bồ Đào Nha đều bị chiếm giữ và đưa vào sử dụng trong Quân đội Bồ Đào Nha, bắt đầu với năm chiếc P-39 của Không đoàn Tiêm kích 81 hạ cánh ngày 27 tháng 12 năm 1942 tại sân bay Lisbon.
Mặc dù việc chiếm dụng những máy bay này là do hạ cánh trên đất Bồ Đào Nha, Chính phủ Bồ Đào Nha vẫn yêu cầu được mua lại những máy bay đã chiếm dụng cho đến năm 1943. Ngày 26 tháng 4 năm 1943, Hoa Kỳ chấp thuận bán với giá 20.000 đô la mỗi chiếc cho 16 chiếc Airacobras và một chiếc P-38 Lightning nguyên vẹn, và cho không như là quà tặng bốn xác máy bay khác, hai trong số đó hư hại không quá lớn. Tuy nhiên, người Mỹ từ chối cung cấp phụ tùng thay thế.
Việc sử dụng P-39 trong Không lực Bồ Đào Nha lên đến cao điểm vào năm 1944, khi 14 chiếc Airacobra tham gia vào cuộc tập trận bao gồm nhiều binh chủng tại Ota. Tuy nhiên, do thiếu các tài liệu hướng dẫn bay và bảo trì khiến việc sử dụng chúng đưa đến nhiều tai nạn, hầu hết là liên quan đến động cơ. Lịch sử hoạt động của P-39 tại Bồ Đào Nha không dài, với sáu chiếc Airacobra còn lại được sử dụng cho đến khi nghỉ hưu vào năm 1950, khi chúng được đem bán phế thải.

## Sau chiến tranh
Năm 1945, Italy mua lại 46 chiếc P-39 còn sống sót với giá chỉ bằng 1% giá trị của chúng, nhưng vào mùa Hè 1946 nhiều tai nạn đã xảy ra, thậm chí chết người. Đến năm 1947, 4 phi đội được tái trang bị với P-38, và những chiếc P-39 được gửi đến các đơn vị huấn luyện cho đến khi nghỉ hưu vào năm 1951. Chỉ còn một khẩu pháo T9 được giữ lại đến ngày nay tại Bảo tàng Vigna di Valle.

## Các nước sử dụng
Áo
- Không quân Hoàng gia Australia

 Pháp
- Không quân Pháp

 Ý
- Không quân Italia

 Ba Lan
- Không quân Ba Lan hai máy bay.

 Bồ Đào Nha
- Không quân Bồ Đào Nha

 Liên Xô
- Không quân Liên Xô

 Anh Quốc
- Không quân Hoàng gia Anh

 Hoa Kỳ
- Không lực Lục quân Hoa Kỳ
- Không quân Hoa Kỳ

## Đặc điểm kỹ thuật (P-39Q Airacobra)

Bell P-39D Airacobra

### Đặc tính chung
- Đội bay: 01 người
- Chiều dài: 9,2 m (30 ft 2 in)
- Sải cánh: 10,4 m (34 ft 0 in)
- Chiều cao: 3,8 m (12 ft 5 in)
- Diện tích bề mặt cánh: 19,8 m² (213 ft²)
- Lực nâng của cánh: 169 kg/m² (34,6 lb/ft²)
- Trọng lượng không tải: 2.425 kg (5.347 lb)
- Trọng lượng có tải: 3.347 kg (7.379 lb)
- Động cơ: 1 x động cơ Allison V-1710-85 kiểu V12 làm mát bằng nước, công suất 1.200 mã lực (895 kW)

### Đặc tính bay
- Tốc độ lớn nhất: 605 km/h (376 mph) (bổ nhào: 525 mph)
- Tầm bay tối đa: 1.770 km (1.098 mi)
- Trần bay: 10.700 m (35.000 ft)
- Tốc độ lên cao: 19 m/s (3.750 ft/min)
- Tỉ lệ công suất/khối lượng: 0,27 kW/kg (0,16 hp/lb)

### Vũ khí
- 1 x pháo M4 37 mm lắp đồng trục trong lõi rỗng của trục cánh quạt, 30 quả đạn HE, tốc độ bắn 2,3 quả mỗi giây.
- 4 x súng máy 12,7 mm (0,50 in)
  - gắn nắp trước: 2 khẩu, 200 viên đạn mỗi khẩu, tốc độ bắn 300 viên mỗi phút
  - gắn cánh: 1 khẩu mỗi bên cánh, 300 viên đạn mỗi khẩu, tốc độ bắn 750 viên mỗi phút
- 230 kg (500 lb) bom mang ngoài cánh

## Nội dung liên quan

### Máy bay liên quan
- P-63 Kingcobra

### Máy bay tương tự
- Curtiss P-40
- Messerschmitt Bf 109
- Supermarine Spitfire
- Yakovlev Yak-1
- Yakovlev Yak-9

### Trình tự thiết kế
- P-36 - XP-37 - P-38 - P-39 - P-40 - XP-41 - XP-42

### Danh sách liên quan
- Danh sách máy bay chiến đấu
- Danh sách máy bay quân sự Hoa Kỳ
- Danh sách máy bay trong Chiến tranh Thế giới II

Bản mẫu:Tuskegee Airmen